# William Lenthall
William Lenthall (né en 1591 et mort le 9 novembre 1662) est un homme d'État anglais. Il fut Président le la Chambre des communes du Long Parlement pendant la guerre civile anglaise.

## Biographie
Il siège au Court Parlement d'avril 1640, puis est nommé président de la Chambre des communes du Long Parlement par Charles Ier lors de la séance d'ouverture le 3 novembre 1640. Il occupe cette fonction jusqu'en 1653 y compris pendant l'épisode du Parlement croupion, mais il est écarté par Cromwell qui choisit les membres du Parlement des Barebones. Il retrouve le poste de Président du Premier parlement du Protectorat, mais redevient simple député lors du second. Il occupe de nouveau le poste de Président lors de la retablissement du Long Parlement du 26 décembre 1659 au 16 mars 1660.
Lors de la Restauration des Stuart, il tombe en disgrâce malgré le soutien que lui apporte George Monck.